# МДР-4
МДР-4 (рос. МДР-4, морской дальний разведчик; також АНТ-27) —радянський морський дальній розвідник і торпедоносець, розроблений в КБ Туполєва в середині 1930-х років.

## Характеристики
Технічні характеристики
- Екіпаж : 3 осіб
- Довжина : 21,9 м
- Розмах крила : 39,15 м
- Висота : 8,76 м
- Площа крила: 177,5 м²
- Маса порожнього: 10 692 кг
- Нормальна злітна маса: 16386 кг
- Маса палива у внутрішніх баках: 7650 л

Льотні характеристики
- Максимальна швидкість: 266 км/год
- Крейсерська швидкість : 196 км/год
- Практична стеля : 4300 м